# هاییم سلیگ اسلونیمسکی
هاییم سلیگ اسلونیمسکی (انگلیسی: Hayyim Selig Slonimski; ۳۱ مارس ۱۸۱۰ – ۱۵ مهٔ ۱۹۰۴) ریاضی‌دان، روزنامه‌نگار، پدیدآور، ستاره‌شناس، ربی، و نویسنده اهل لهستان بود.